# Enric Frigola i Viñas
Enric Frigola Viñas (Peratallada, Baix Empordà, 1946) és un periodista català. Fill de pagesos, començà la seva carrera el 1962 treballant a Ràdio Girona, i més tard va fer programes d'informatius i promoció musical en català a Ràdio Espanya de Barcelona. Després passà a Ràdio 4, on va treballar amb Maria Matilde Almendros i Carcasona i Cadena 13, i durant 12 anys ha estat cap de programació i responsable de programació infantil a TVE de Sant Cugat del Vallès. Ha treballat a Catalunya Ràdio del 2001 al 2009, on ha estat coordinador de Catalunya Cultura i Catalunya Música. Actualment és vocal del Col·legi de Periodistes de Catalunya i coordinador de la programació de Ràdio Estel. El 2000 el Col·legi de Periodistes li va concedir el guardó Ofici de Periodista. El 2009 va rebre la Creu de Sant Jordi de la Generalitat de Catalunya i el 2010 un dels Premis d'Actuació Cívica de la Fundació Lluís Carulla. És president del Patronat de la Fundació Ernest Morató, que treballa per la investigació, conservació, difusió i promoció del gènere de l'havanera.